# 魔法律事務所
《魔法律事務所》（日语：ムヒョとロージーの魔法律相談事務所）是西義之創作的日本漫畫作品。日語原名直譯為《六冰與郎次的魔法律顧問事務所》 ，官方簡稱為「六冰郎次」（ムヒョロジ）。在《週刊少年Jump》連載於2004年53號至2008年14號。自2018年8月起被改編成電視動畫。
漫畫連載結束後，在《Jump Square》2008年7月號刊登了以本作配角四谷阿部之作為主角並導入黃色笑話的異傳故事《四谷老師的大冒險》。2007年8月11日發行了由天羽沙夜撰寫的小說版。2018年3月19日至2019年3月7日在《少年Jump+》連載了續篇《魔法律事務所 魔屬魔具師篇》。

## 故事簡介
「魔法律」是為了制裁逐年增加的惡靈犯罪而設立的機構，而處理相關業務的人稱為魔法律家。故事以天才魔法律執行人六冰透（六冰）與支援他的愛哭鬼助手草野次郎（郎次）為核心開展，兩人設立六冰魔法律事務所，為眾人解決靈異事件。

## 登場人物
聲的項目是電視動畫版聲優。

### 六冰魔法律事務所
六冰／六冰透
聲優：村瀨步（日本）；鍾少庭（臺灣）
本作主角。「六冰魔法律事務所」負責人，以及位居魔法律家最高等級「執行人」的年輕天才精英。平常沉著冷靜，雖然多半表現得冷徹非情，不過其實正義感強烈，也有善良的一面。使用魔法律之後體力會嚴重耗損，因此經常在睡覺。
年齡不詳，但可以肯定的是至少有中學生以上。身高128cm（若排除髮尖實際上是110cm左右）。1月23日生。喜歡的東西：JUMPI。特長：爆睡。不擅長的東西：陽光與妨礙睡眠的事物（特別是郎次）。
郎次／草野次郎
聲優：林勇（日本）；鈕凱暘（臺灣）
另一名主角。「六冰魔法律事務所」務員，初登場時是二級書記官，在最終話晉升為一級書記官。作為六冰的助手，協助其解決了多起靈異事件。由於個性軟弱，因此在面對幽靈時總是會發抖，但性格溫柔使他深受大家喜愛。每天都努力地在修練魔法律。
身高170cm。9月29日生。喜歡的東西：紅茶、點心。特長：超級紙糊技巧、料理。不擅長的東西：幽靈、可怕的六冰。

### 魔法律家
洋一／火向洋一
聲優：柿原徹也（日本）；何志威（臺灣）
精通除了執行以外所有魔法律的最強法官。在《魔屬魔具師篇》中晉升為魔法律院調查部部長。六冰的老同學。自MLS（魔法律學校）時代起一直希望能夠成為六冰的搭擋。
身高173cm。8月5日生。喜歡的東西：三明治、女孩子。特長：所有運動、猜三圍、觸碰、隠密行動。不擅長的東西：工作、女孩子的眼淚。
孫子／我孫子優
聲優：河村梨惠（日本）；孫欣瑜（臺灣）
魔法律協會專屬魔具師，以及「孫子辦公室」社長。六冰的老同學。雖然第一人稱及外表均似男性，但是貨真價實的女孩子。十分仰慕師傅理緒。
身高126cm。2月28日生。喜歡的東西：焗烤（認為理緒做的是世界第一）、葡萄麵包、所有果物（尤其是木莓）。特長：打掃、修理東西（分解）、會理財、天然呆（無自覺）。不擅長的東西：跑步（因為袋子很重）、碳酸果汁、長時間談話。
今井玲子
聲優：齋賀光希（日本）；林美秀（臺灣）
魔法律協會執行部部長，勇敢的女法官。具有被通稱為「不死鳥」程度的頑強。在魔監獄裡和六冰他們共同與「剝臉皮的蘇菲」作戰。
身高164cm。2月10日生。喜歡的東西：牛奶和起司等乳製品、辣韭和法式醋漬料理等醋漬食品。特長：記憶（與背誦）、劍道（五段高手）。不擅長的東西：星座占卜（因為會在意所以不想看）。
班治·克勞斯
聲優：羽多野涉（日本）；劉傑（臺灣）
魔法律協會調査本部長、魔法律院長等等，傳說的執行人。六冰和圓宙的師傅，洋一的上司。在《魔屬魔具師篇》中就任魔法律學園理事、魔法律院調查部理事、魔法律協會理事等等。
身高190cm。5月25日生。喜歡的東西：詩、煙斗的煙、白蘭地、甜咖啡、戲劇（芭蕾、歌劇）、散步（有時會發展成為旅行）。特長：詩（自認為）、燙衣服的動作很快、培育弟子（自認為）。不擅長的東西：沒擦亮的鞋子、所有機械、協會相關人員、派對、美麗的女性。
五嶺／五嶺陀羅尼丸
聲優：小林裕介（日本）
「五嶺集團」負責人，以及執行人。曾與六冰敵對，之後敗給禁魔法律家，被六冰一行人所救。之後協助六冰他們，以召喚出來的使者冥府海王子帕凱羅打敗了「方舟」的成員艾碧。
身高178cm。12月20日生。喜歡的東西：羊羹、紅豆湯、蕎麥麵、茶、院內散步（五嶺宅邸内）。特長：書法（毛筆師範級）、戰略、聽力絕佳。不擅長的東西：計算金錢、噪音、電車、油膩的食物、有腥味的食物etc（很挑食）。
惠比壽／惠比壽花夫
聲優：高橋伸也（日本）
五嶺手下的法官。具有靈媒體質，原是以偷竊為生的孤兒。在10年前被五嶺所救，此後一直擔任著五嶺的親信。雖然在赤川住宅區中與六冰對決時犯錯而被開除，但之後再次回到五嶺手下。
身高130cm。12月21日生。喜歡的東西：拉麵、所有包子類（主要是肉包）、鯛魚燒、章魚燒、御好燒。特長：照顧五嶺的身邊瑣事（以此自負。包括準備衣服並幫忙穿上、管理行程表、開車、準備餐點。五嶺集團裡的人員大都有這種想法。）、早起（不用鬧鐘）。不擅長的東西： 五嶺的怒氣、密閉的地方和高處。
馬利爾・馬西亞斯 & 莉莉・馬西亞斯
聲優：松田颯水（馬利爾） & 松田利冴（莉莉）（日本）
二級書記官雙胞胎兄妹，因為精通魔法律的研究而聞名，甚至被稱為「魔法律博士」。發現六冰及郎次之間具有特別的連結，兩人的命運互相牽引著對方。
身高：兄143cm、妹142cm。10月13日生。喜歡的東西：書（馬利爾）、筆和紙（莉莉）、情報（謠言、大事件、etc）、蛋糕。特長：妄想、分析、研究。不擅長的東西：辛辣食物、生氣的莉莉（馬利爾）、頑固的馬利爾（莉莉）。
笹之葉 梅吉
在「毒島魔法律事務所」擔任助手的一級書記官。真面目是叫做「雲龍鼠」的使者，「梅吉」是假名。非常崇拜六冰。
身高123cm。出生年月日：？。喜歡的東西：漢堡、把玩魔具（盯著欣賞並陶醉其中）、閱讀魔法律的相關雜誌（尋找自己能夠用得上的魔具情報）。特長：藏香菸、俐落地倒啤酒。不擅長的東西：幽靈、毒島的怒吼。
毒島春美
能夠使用據說世上只有數人能夠使用的「遠距魔法律」的執行人。今井的老同學。被助手梅吉稱為「老大」。由於事務所開在深山，因此鮮少有魔法律相關工作上門，作為副業經營著「毒島運送」。
身高165cm。7月25日生。喜歡的東西：酒（啤酒）、香菸（Peace牌）、開車（卡車）。特長：玩弄梅吉、開車。不擅長的東西：拘謹的衣物、塞車。
銀二／素柿家銀二
魔法律學園高等部五年級生，委員長以及法官助理。在與圓宙的作戰中和班治召喚出來的使者魔鹿娘秋菈訂下了「血的契約」。
身高163cm。8月11日生。喜歡的東西：拉麵、漫畫（主要收集運動、不良少年類型）、練習魔具。特長：擦亮・整備魔具、所有田徑運動。不擅長的東西：女孩子（不敢直視對方的眼睛）、排隊（不過可以為了吃拉麵而忍耐）、沒事做（不動就鎮定不下來）。
三風／三谷風太郎
魔法律協會北支部的執行人。
身高132cm（影子站在頭上的話是153cm）。1992年1月25日生。喜歡的東西：麻糬、優格。特長：能讓腦中變得一片空白。不擅長的東西：人群、辛辣食物、地圖、影子無理的要求。

#### 魔監獄看守
愛蜜莉
聲優：齊藤貴美子
第3魔監獄長。為魔法律院的特別集訓準備惡靈，不過卻使噴霧山的布伊悠仙藉此機會越獄。
藤原
聲優：池田恭祐（日本）；劉傑（臺灣）
在第18魔監獄值勤的法官助理，今井的部下。被蘇菲剝下臉皮之後，遭到哭嚎之犬襲擊死亡，成為惡靈。被六冰以「任意變形」之罪，處以「魔王之矛」之刑。由於身為魔法律家不應成為惡靈，因此裁決其下煉獄贖罪後便能前往天堂。

#### 其他相關者
納嘉長井
魔具屋「惡夢」的店長。JUMPI的書迷。和經常拿走他JUMPI的六冰是老相識。
托可・馬基
魔法律醫院的院長。協會內唯一一個看得見「靈根」的人。
影子
跟隨在三風身邊的獨眼鳥。
身高21cm。喜歡的東西：好吃的蟲子、樹上的果實。特長：狩獵、（言語方面的）一刀兩段。不擅長的東西：難吃的蟲子、未熟的果實、三風不聽自己的要求。

### 一般人
菜菜／竹乃内菜菜
聲優：野水伊織（日本）；林美秀（臺灣）
想成為攝影師，具有靈媒體質的女高中生。在赤川住宅區後，成為魔法律院調查部負責拍照的工讀生。在《魔屬魔具師篇》中晉升為隸屬魔法律院調查部的調查紀錄員。
身高164cm。7月7日生。喜歡的東西：郎次泡的紅茶、好景色（預料之外的事件）、温泉（旅行）。特長：按快門、快拍、偷拍。不擅長的東西：沒事做。
健二／佐藤健二
聲優：天崎滉平（日本）；郭怡心（臺灣）
因為不相信有幽靈存在，認為這是個騙人的地方，而破壞六冰事務所招牌的惡作劇少年。自從在遭到惡靈攻擊時被六冰他們所救之後，就經常找理由到事務所來玩。
身高135cm。12月7日生。喜歡的東西：漢堡排、球、JUMPI。特長：所有運動、逃走、惡作劇。不擅長的東西：念書、桌子和椅子、直笛、胡蘿蔔、所有蔥類。

### 禁魔法律家
圓宙／圓宙繼
聲優：神谷浩史（日本）；劉傑（臺灣）
六冰的老同學。一心想拯救早年生病的母親而以執行人為目標。原本前途光明的他，因為對六冰才能的嫉妒和母親的死亡，步上叛徒之路。在與六冰一行人作戰時，從六冰口中得知母親的死是提基一手策劃的陰謀，大受動搖地與合體的提基分裂並投身地獄自殺，被六冰他們所救。在解除禁魔法律契約後，接受「無期魔監獄幽閉」處分，現在被關在第12魔監獄中服刑。
身高171cm。12月24日生。喜歡的東西：紅茶、孫子烤的麵包、理緒做的果醬、豆腐、蜂蜜梅干。特長：叫六冰起床、所有努力學習、縫紉、可以一直讀書、能理解班治對詩的品味（世界上唯一一人）。不擅長的東西：料理、熱食（貓舌）、整理整頓、洋一的黃色笑話。
提基／艾德嘉・提克
聲優：太田哲治（日本）；林正騏（臺灣）
800年來，持續遭魔法律協會鎖定的叛徒。傳說他因為禁魔法律而長生不死，或是已經成為亡靈，是個傳說不絕於耳的人。被六冰以「超長期任意滯留現世」以及「任意行使咒術」、「持續行使轉生術」之罪，處以「魔王降臨」之刑被魔王化為灰燼，但之後轉生到圓宙身上並被魔王與郎次剝離，最終被魔王帶入地獄。
理緒／黑鳥理緒
聲優：明坂聰美（日本）；郭怡心（臺灣）
孫子的師傅，教主級魔具師。因為某項陰謀，而有一段時間成為叛徒。在《魔屬魔具師篇》中因反省獲得赦免而成功復職。
5月10日生。喜歡的東西：剛烤好的麵包（孫子烤的麵包）、咖啡、洗澡。特長：購物（擅長殺價）、整理庭院、焗烤（會做20種種類）。不擅長的東西：酒（可以喝一點葡萄酒，不過喝其他的會變得爛醉，很危險）。
三色菫／櫻井千代
禁魔法律家。自幼起由於具有靈媒體質而被周圍的人們排擠，難以忍受霸凌的她，因此深陷於對王子的強烈渴望中。2年前被雙親形同半迫害地逐出家門，送往六冰的助手採用測驗，卻在途中遺失了申請表，於走投無路之下受到郎次的幫助。此後對郎次一見鍾情，將其視為王子並持續進行著跟蹤行為，但在決定放棄時，被提基種下詛咒培育成禁魔法律家。能從手指釋放出「魔人偶之線」自由操縱他人。契約使者是地獄的女帝咪咪。
身高156cm。4月13日生。喜歡的東西：三色堇的香味、紅茶（王子的香味）。特長：想像王子現在在做什麼、縫紉（縫製洋裝等等）、想著王子，唱自創的歌、也喜歡手工藝。不擅長的東西：父親和母親、長大的地方、妨礙王子的事物。

#### 方舟成員
湯瑪斯
聲優：澤木郁也
禁魔法律家集團「方舟」的一員。為了擁有究極收藏品而加入方舟。具有扭曲詭異的美學意識。是犯下多項罪名而遭到通緝的罪犯，包括綁架、軟禁、詐欺等等，5年前因為軟禁同業而遭到協會放逐，在覺醒為禁魔法律家後失蹤。在綁架五嶺之後，與前來營救五嶺的六冰一行人作戰，由郎次破壞了他的禁魔法律書，並被六冰以「妨礙魔法律執行」以及「殺人未遂」、「偽造靈體」之罪，處以「冥王」之刑被冥王用「杜亞陶之槍」燒死。
艾碧・高爾多羅
禁魔法律家集團「方舟」的一員。普布的弟子。19歲。高爾多羅家的長女。通稱「使靈的艾碧」。靈使者，擁有創造靈體、加以操縱的能力。被五嶺召喚出來的使者冥府海王子帕凱羅打敗，之後被師傅普布所殺。
米克 / 麥可・高爾多羅
禁魔法律家集團「方舟」的一員。高爾多羅家的長男。17歲。通稱「斬裂的米克」。武器是由名為「錬魔鐵」的地獄金屬製成的巨大黑色彎刀，但實際上這把刀才是米克的本體，除非破壞掉刀柄上的「魔之根」，否則能夠不斷再生。在吼千峡被前來營救今井的梅吉和七面犬一行人打敗，由於魔之根被擊碎並暴露於陽光下消散，米克也因此死亡。
基特・高爾多羅
禁魔法律家集團「方舟」的一員。艾碧與米克的弟弟，高爾多羅家的末子。15歲。身體被普布埋入各式各樣的咒具作為木偶媒體與洋一一行人作戰，之後在洋一的交涉術下得知艾碧死於普布之手，勃然大怒地將轉移到咒具裡埋入自己體內的普布拔出，重獲自由。但由於靈魂已絕大部分被普布削弱，因此最終在洋一等人的目送下離世。
普布
禁魔法律家集團「方舟」的一員。手持枴杖的矮小老人。艾碧的師傅。通稱「木偶的普布」。具有利用眾多咒具來操縱媒體（木偶）的能力。在操縱基特與洋一一行人作戰時，被洋一以交涉術告知基特艾碧死於普布之手，勃然大怒的基特將轉移到咒具裡埋入自己體內的普布拔出，因咒具頭部被扯掉而死亡。
富利歐 / 雷歐尼・富利歐尼爾
禁魔法律家集團「方舟」的一員。在與六冰一行人作戰後失踪。也是遭魔法律協會鎖定的危險人物。在《魔屬魔具師篇》中是現禁魔法律家，以及ML實驗室社長。
伊佐日
讓自己使者化以獲得永恆的生命，知道打倒提基方法的禁魔法律家。在與班治和洋一作戰後失踪。
身高175cm - 5m。喜歡的東西：酒、釣魚、欺負山怪。特長：在秘密的酒窖裡製酒、數雲、數葉子。不擅長的東西：甜酒、記憶。

## 出版書籍

### 漫畫
自2013年4月4日起發售JUMP COMICS的電子書籍版全集。文庫版隨書附贈每集初回限定的明信片。
- 《魔法律事務所》全18卷

| 冊數 | 原文副標題 | 中文副標題     | 集英社〈JUMP COMICS〉 | 集英社〈JUMP COMICS〉  | 東立出版社     | 東立出版社             |
| 冊數 | 原文副標題 | 中文副標題     | 發售日                | ISBN                   | 發售日         | ISBN                   |
| ---- | ---------- | -------------- | --------------------- | ---------------------- | -------------- | ---------------------- |
| 1    |            | 理繪與妙子     | 2005年5月2日          | ISBN 978-4-08-873827-7 | 2006年6月15日  | ISBN 986-11-8378-7     |
| 2    |            | 前兆           | 2005年7月4日          | ISBN 978-4-08-873833-8 | 2006年7月27日  | ISBN 986-11-8379-5     |
| 3    |            | 潛入魔監獄     | 2005年10月4日         | ISBN 978-4-08-873867-3 | 2006年9月29日  | ISBN 986-11-8380-9     |
| 4    |            | 悲傷的開始     | 2005年12月2日         | ISBN 978-4-08-874001-0 | 2006年10月20日 | ISBN 986-11-8381-7     |
| 5    |            | ～風中的燕子～ | 2006年3月3日          | ISBN 978-4-08-874030-0 | 2006年11月27日 | ISBN 986-11-8382-5     |
| 6    |            | 覺醒           | 2006年6月2日          | ISBN 978-4-08-874112-3 | 2006年11月27日 | ISBN 986-11-8734-0     |
| 7    |            | 各自的考驗     | 2006年8月4日          | ISBN 978-4-08-874144-4 | 2007年1月17日  | ISBN 978-986-11-8928-4 |
| 8    |            | 羈絆           | 2006年10月4日         | ISBN 978-4-08-874267-0 | 2007年1月29日  | ISBN 978-986-11-8929-1 |
| 9    |            | 三色堇         | 2006年12月4日         | ISBN 978-4-08-874292-2 | 2007年3月21日  | ISBN 978-986-11-9461-5 |
| 10   |            | 命運           | 2007年2月2日          | ISBN 978-4-08-874319-6 | 2007年6月22日  | ISBN 978-986-11-9720-3 |
| 11   |            | 救出作戰       | 2007年4月4日          | ISBN 978-4-08-874342-4 | 2007年7月26日  | ISBN 978-986-11-9943-6 |
| 12   |            | 歸來           | 2007年6月4日          | ISBN 978-4-08-874367-7 | 2007年9月26日  | ISBN 978-986-10-0243-9 |
| 13   |            | 新魔法律書     | 2007年8月3日          | ISBN 978-4-08-874402-5 | 2007年11月16日 | ISBN 978-986-10-0546-1 |
| 14   |            | 傘             | 2007年10月4日         | ISBN 978-4-08-874425-4 | 2008年1月10日  | ISBN 978-986-10-0873-8 |
| 15   |            | 漫長的惡夢     | 2007年12月4日         | ISBN 978-4-08-874446-9 | 2008年3月25日  | ISBN 978-986-10-1165-3 |
| 16   |            | 迷失的靈魂     | 2008年2月4日          | ISBN 978-4-08-874477-3 | 2008年5月16日  | ISBN 978-986-10-1510-1 |
| 17   |            | 進化           | 2008年4月4日          | ISBN 978-4-08-874498-8 | 2008年7月25日  | ISBN 978-986-10-1724-2 |
| 18   |            | 六冰與郎次     | 2008年6月4日          | ISBN 978-4-08-874526-8 | 2008年10月1日  | ISBN 978-986-10-2053-2 |

| 冊數 | 集英社文庫     | 集英社文庫             |
| 冊數 | 發售日         | ISBN                   |
| ---- | -------------- | ---------------------- |
| 1    | 2013年11月15日 | ISBN 978-4-08-619459-4 |
| 2    | 2013年11月15日 | ISBN 978-4-08-619460-0 |
| 3    | 2013年12月18日 | ISBN 978-4-08-619461-7 |
| 4    | 2013年12月18日 | ISBN 978-4-08-619462-4 |
| 5    | 2014年1月17日  | ISBN 978-4-08-619463-1 |
| 6    | 2014年1月17日  | ISBN 978-4-08-619464-8 |
| 7    | 2014年2月18日  | ISBN 978-4-08-619465-5 |
| 8    | 2014年2月18日  | ISBN 978-4-08-619466-2 |
| 9    | 2014年3月18日  | ISBN 978-4-08-619467-9 |
| 10   | 2014年3月18日  | ISBN 978-4-08-619468-6 |

- 《魔法律事務所 魔屬魔具師篇》（ムヒョとロージーの魔法律相談事務所 魔属魔具師編）全2卷

| 冊數 | 集英社〈JUMP COMICS〉 | 集英社〈JUMP COMICS〉  | 東立出版社    | 東立出版社             |
| 冊數 | 發售日                | ISBN                   | 發售日        | ISBN                   |
| ---- | --------------------- | ---------------------- | ------------- | ---------------------- |
| 1    | 2018年8月3日          | ISBN 978-4-08-881582-4 | 2020年4月17日 | ISBN 978-957-26-3691-6 |
| 2    | 2019年4月4日          | ISBN 978-4-08-881820-7 | 2022年6月13日 | ISBN 978-957-26-3692-3 |

### 小說
- 《魔法律事務所 七彩的魔音》（ムヒョとロージーの魔法律相談事務所 七色の魔声）

原作・插畫：西義之 / 作者：天羽沙夜
2007年8月6日發售，ISBN 978-4-08-703184-3（集英社〈JUMP j BOOKS〉）
2008年11月6日發售，ISBN 978-986-10-2532-2（東立出版社）
收錄了外傳「七彩的魔音」「五嶺靈異記」「郎次郎次廚房」三篇故事。
在「七彩的魔音」中是就讀魔法律學校時代的六冰、洋一、圓宙、孫子，挑戰解決MLS的七大不可思議。在「五嶺靈異記」中是五嶺、惠比壽，挑戰解決為居住著許多幽靈的公寓除靈。在「郎次郎次廚房」中是描繪了郎次在日常生活中的互動。
- 《魔法律事務所 禁書的守護者》（ムヒョとロージーの魔法律相談事務所 禁書の守護者）

原作・插畫：西義之 / 作者：天羽沙夜
2008年12月15日發售，ISBN 978-4-08-703196-6（集英社〈JUMP j BOOKS〉）
本傳後續故事小說化。在《赤丸JUMP》2008 SPRING宣布企劃。
- 《魔法律事務所 魔法律家們的假日》（ムヒョとロージーの魔法律相談事務所 魔法律家たちの休日）

原作・插畫：西義之 / 作者：矢島綾
2018年8月3日發售，ISBN 978-4-08-703459-2（集英社〈JUMP j BOOKS〉）

## 電視動畫
第1期是作為《週刊少年Jump》創刊50週年紀念事業的一環，於2018年8月至10月在BS SKY PerfecTV!、Animax播放。Animax於每集動畫結束後播放原創節目『六冰郎次通信』（ムヒョロジ通信），並於2018年9月2日播放特別節目『TV動畫「六冰郎次」徹底解說辭典〜歡迎來到魔法律的世界〜』（TVアニメ「ムヒョロジ」徹底解説辞典〜ようこそ、魔法律の世界へ〜）。第2期是在活動『六冰與郎次的大魔法律祭』（ムヒョとロージーの大魔法律祭）中宣布製作，並於2020年7月至9月播放。
2019年獲得『第9屆衛星廣播協會原創節目獎』動畫節目部門最優秀獎。

### 製作團隊
- 導演 - 近藤信宏[3][9]
- 系列構成、腳本 - 鈴木康之（日语：鈴木やすゆき）[3][9]
- 人物設定 - 河野紘一郎[3][9]
- 總作畫監督 - 只野和子、松下浩美[3][9]、中山初絵
- 道具設計 / 動作效果作畫監督 - 高瀬健一
- 美術監督 - 田尻健一
- 美術設定 - 真喜屋実義、田尻健一
- 色彩設計 - 黒目綾子
- 攝影監督 - 川瀬輝之
- 編集 - 小守真由美
- 音響監督 - 山本浩司
- 音樂 - 川﨑龍[3][9]
- 音樂製作 - Lantis
- 音樂製作人 - 吉江輝成
- 製作人
  - 第1期 - 久國康子、全雪珠、大竹雄介、菊地洋平、吉江輝成
  - 第2期 - 園部幸夫、西啓、加藤冠、Adam Zehner、吉江輝成、今井聖也、林信仁
- 動畫製作人 - 佐久間智紀、牧野公翔
- 動畫製作 - Studio DEEN[3][9]
- 製作協力 - Bridge[21][10]
- 製作
  - 第1期 - 六冰郎次製作委員會（ムヒョロジ製作委員会）（Animax Broadcast Japan、JY Animation、SKY PerfecTV!、Sony Pictures Entertainment（日语：ソニー・ピクチャーズ エンタテインメント (日本)）、萬代南夢宮藝術）
  - 第2期 - 六冰郎次製作委員會2（ムヒョロジ製作委員会2）（Animax Broadcast Japan、Asmik Ace（日语：アスミック・エース）、SKY PerfecTV!、Funimation Productions（日语：ファニメーション）、萬代南夢宮藝術、A3、アミューズメントメディア総合学院（日语：アミューズメントメディア総合学院））

### 主題曲
第1期
片頭曲
作詞 - 松井洋平 / 作曲．編曲 - 太田雅友 / 歌 - SCREEN mode

片尾曲
作詞 -  / 作曲・編曲 - 小島英也 / 歌 - ORESAMA

第2期
片頭曲
作詞・作曲・編曲・歌 - ZAQ

片尾曲
作詞 - 結城愛良 / 作曲・編曲 - 竹市佳伸 / 歌 - NOW ON AIR

### 各話列表
| 話數   | 原文副標題 | 中文副標題     | 分鏡       | 演出            | 作畫監督                                                                                         | 首播日        |
| 第1期  | 第1期      | 第1期          | 第1期      | 第1期           | 第1期                                                                                            | 第1期         |
| ------ | ---------- | -------------- | ---------- | --------------- | ------------------------------------------------------------------------------------------------ | ------------- |
| 第1條  |            | 理繪與妙子     | 近藤信宏   | 三好正人        | 只野和子 松下浩美 内藤嘉人                                                                       | 2018年 8月3日 |
| 第2條  |            | 健二與菜菜     | 河本昇悟   | 大塚隆寛        | 袴田裕二 簾畑由実 吉田肇 山口光紀                                                                | 8月10日       |
| 第3條  |            | 才能           | 鈴木龍太郎 | 小野田雄亮      | 平良哲朗 （ 日语 ： 平良哲朗） 高橋恒星 徳倉栄一                                                         | 8月17日       |
| 第4條  |            | 前兆           | 殿勝秀樹   | 殿勝秀樹        | Kim Bongduck Ju Hong Suk                                                                         | 8月24日       |
| 第5條  |            | 瘋狂           | 河本升悟   | 関田修 加藤峻一 | 只野和子 松下浩美 江森真理子 柳瀬譲二 松下清志                                                   | 8月31日       |
| 第6條  |            | 夜之蝶         | 近藤信宏   | 橋本直人        | 袴田裕二 柴田ユウジ 糸島雅彥 （ 日语 ： 糸島雅彦）                                                       | 9月7日        |
| 第7條  |            | 魔監獄         | 森健       | 福元しんいち    | 菅原浩喜 相原理沙 漢人寛子 宇都木勇                                                              | 9月14日       |
| 第8條  |            | 取代           | 奧野浩行   | 濱田将太        | 山口光紀 吉田肇 内藤嘉人 柳瀬譲二 中山初絵                                                       | 9月21日       |
| 第9條  |            | 蘇菲           | 志村宏明   | 粟井重紀        | 青木真理子 細山正樹 山石まい                                                                     | 9月28日       |
| 第10條 |            | 木莓           | 橫內一樹   | 橫內一樹        | 柳瀬譲二 内藤嘉人 簾畑由美 神谷美也子                                                            | 10月5日       |
| 第11條 |            | 賭注           | 河本升悟   | 小野田雄亮      | 只野和子 松下浩美 平良哲朗 高橋恒星 徳倉栄一 吉川太照 柳瀬譲二 山口光紀 内藤嘉人 角谷知美 吉田肇 | 10月12日      |
| 第12條 |            | ～風中的燕子～ | 近藤信宏   | 大塚隆寛        | 松下浩美 只野和子 袴田裕二 糸島雅彥 柳瀬譲二 角谷知美                                            | 10月19日      |
| 第2期  |            |                |            |                 |                                                                                                  |               |
| 第13條 |            | 五嶺登場       | 近藤信宏   | 橋本直人        | スタジオびゅうん 只野和子 松下浩美                                                               | 2020年 7月7日 |
| 第14條 |            | 赤川住宅區廢墟 | 河本昇悟   | 福元しんいち    | 相原理沙 菅原浩喜 漢人寛子 宇都木勇                                                              | 7月14日       |
| 第15條 |            | 勝敗           | 古田丈司   | 加藤峻一        | 糸島雅彥 内藤嘉人 袴田裕二 山口光紀 柳瀬譲二                                                     | 7月21日       |
| 第16條 |            | 相遇           | 原英和     | 佐々木純人      | 飯飼一幸 白石悟 西村真理子 松本理恵 丸英雄 山村俊了                                              | 7月28日       |
| 第17條 |            | 檢定開始       | 河本昇悟   | まついひとゆき  | 武口憲司                                                                                         | 8月4日        |
| 第18條 |            | 各自的試煉     | 橫內一樹   | 橫內一樹        | スタジオびゅうん 只野和子 松下浩美                                                               | 8月11日       |
| 第19條 |            | 信賴           | 添野恵     | 浜田将太        | 高瀬健一 渡辺健一 石川恵理 柳瀬譲二                                                              | 8月18日       |
| 第20條 |            | 了結           | 河本昇悟   | 三好正人        | はっとりますみ 糸島雅彥 中川洋未 中山初絵 内藤嘉人                                               | 8月25日       |
| 第21條 |            | 草葉之影       | 今中奈々   | 福元しんいち    | 相原理沙 菅原浩喜 漢人寛子 宇都木勇                                                              | 9月1日        |
| 第22條 |            | 蟲             | 河本昇悟   | 腰繁男          | 宇都木勇 寿夢龍 北島勇樹 江原小百合                                                              | 9月8日        |
| 第23條 |            | 蝿王鎧甲       | 古田丈司   | 秋山宏          | 森本由布希                                                                                       | 9月15日       |
| 第24條 |            | 完整的事物     | 河本昇悟   | 横内一樹        | 山口光紀 糸島雅彥 袴田裕二 髙橋瑞紀 飯塚正則                                                     | 9月22日       |

### 播放電視台
| 播放期間                | 播放時間             | 播放電視台       | 對象地域 | 備考                         |
| ----------------------- | -------------------- | ---------------- | -------- | ---------------------------- |
| 2018年8月3日 - 10月19日 | 星期五 21:30 - 22:00 | BS SKY PerfecTV! | 日本全域 | 參與製作                     |
| 2018年9月3日 - 11月19日 | 星期一 19:00 - 19:30 | Animax           | 日本全域 | 參與製作 / 字幕播放 / 有重播 |

| 播放期間                | 播放時間                         | 播放電視台       | 對象地域 | 備考                    |
| ----------------------- | -------------------------------- | ---------------- | -------- | ----------------------- |
| 2020年7月7日 - 9月22日  | 星期二 19:00 - 19:30             | Animax           | 日本全域 | 有重播                  |
| 2020年7月10日 - 9月25日 | 星期五 21:00 - 21:30             | BS SKY PerfecTV! | 日本全域 | 有重播                  |
| 2020年7月16日 - 10月1日 | 星期四 2:00 - 2:30（星期三深夜） | J:COMテレビ      | 日本國内 | CATV / 『アニおび』範圍 |

| 播放地區 | 播放電視台 | 播放日期                | 播放時間（UTC+8）        | 所屬聯播網  | 備註                  |
| -------- | ---------- | ----------------------- | ------------------------ | ----------- | --------------------- |
| 台灣     | Animax     | 2018年8月3日－10月19日  | 星期五 21:30 - 22:00     | 中華電信MOD | 新番急送              |
| 台灣     | Animax     | 2019年3月21日 - 3月30日 | 星期一至五 20:00 - 21:00 | 中華電信MOD | 含中文配音 有重播時段 |

### DVD・Blu-ray BOX
| 日文標題 | 發售日期      | 規格編號  | 規格編號  | 收錄話數        |
| 日文標題 | 發售日期      | DVD       | Blu-ray   | 收錄話數        |
| -------- | ------------- | --------- | --------- | --------------- |
|          | 2019年1月30日 | BPDQ-1205 | BPBQ-1204 | 第1話 - 第12話  |
|          | 2021年1月29日 | ADM-5188S | BDM-5013S | 第13話 - 第24話 |

### Web廣播節目
由飾演六冰的村瀨步與飾演郎次的林勇主持的Web廣播節目『魔法律事務所 〜六冰郎次Radio〜』（ムヒョとロージーの魔法律相談事務所 〜ムヒョロジラジオ〜），於2020年7月6日至9月28日在音泉隔週一播放。全7回。
嘉賓
- 第5回 - 小林裕介（飾演五嶺）
- 第6回 - 柿原徹也（飾演洋一）

## 體感型遊戲
每項皆是回遊型，並且須將最終解答輸入網站。依電視動畫為基準。
魔法律事務所 in J-WORLD TOKYO　來自徬徨少女的通靈電話
原定於2018年8月10日至9月24日，以J-WORLD TOKYO為會場舉行的解謎遊戲活動。由於廣受好評，因此延長到2019年1月31日。
魔法律事務所 in 解謎同好咖啡廳　魔法律協會 2 級書記官考試
2018年9月14日至2019年3月31日，以解謎同好咖啡廳全6家商店（新宿店・澀谷店・名古屋榮店・難波公園店・京都新京極店・福岡天神店（僅本店至同年3月10日為止））為會場舉行的解謎遊戲活動。

## 腳註

### 出典
1. 1 2 3 4 5 6  . 漫畫Natalie (株式會社Natasha). 2018-05-21  [2018-05-21]. （原始内容存档于2020-09-16）.
2. 1 2  西義之.  第1集. 東立出版社. 2006-06-15. ISBN 986-11-8378-7.
3. 1 2 3 4 5 6 7 8 9  . 漫畫Natalie (株式會社Natasha). 2018-04-23  [2018-04-23]. （原始内容存档于2019-10-27）.
4. 1 2  西義之.  第2集. 東立出版社. 2006-07-27. ISBN 986-11-8379-5.
5. 1 2  西義之.  第3集. 東立出版社. 2006-09-29. ISBN 986-11-8380-9.
6. 1 2  西義之.  第4集. 東立出版社. 2006-10-20. ISBN 986-11-8381-7.
7. 1 2 3  西義之.  第5集. 東立出版社. 2006-11-27. ISBN 986-11-8382-5.
8. 1 2  . 漫畫Natalie (株式會社Natasha). 2019-06-16  [2019-06-16]. （原始内容存档于2021-03-08）.
9. 1 2 3 4 5 6 7  . 漫畫Natalie (株式會社Natasha). 2020-01-23  [2020-01-23]. （原始内容存档于2021-03-08）.
10. 1 2 3 4  . 漫畫Natalie (株式會社Natasha). 2020-06-01  [2020-06-01]. （原始内容存档于2020-10-28）.
11. ↑  西義之.  第6集. 東立出版社. 2006-11-27. ISBN 986-11-8734-0.
12. 1 2  西義之.  第10集. 東立出版社. 2007-06-22. ISBN 978-986-11-9720-3.
13. ↑  西義之.  第12集. 東立出版社. 2007-09-26. ISBN 978-986-10-0243-9.
14. 1 2  西義之.  第17集. 東立出版社. 2008-07-25. ISBN 978-986-10-1724-2.
15. 1 2 3 4  . 漫畫Natalie (株式會社Natasha). 2018-06-18  [2018-06-18]. （原始内容存档于2021-01-20）.
16. ↑  西義之.  第1集. 東立出版社. 2020-04-17. ISBN 978-957-26-3691-6.
17. ↑  西義之.  第11集. 東立出版社. 2007-07-26. ISBN 978-986-11-9943-6.
18. ↑  . 漫畫Natalie (株式會社Natasha). 2018-03-19  [2018-03-19]. （原始内容存档于2020-12-04）.
19. 1 2  . TVアニメ「ムヒョとロージーの魔法律相談事務所」公式サイト.   [2020-06-01]. （原始内容存档于2018-07-18）.
20. ↑  . 衛星廣播協會.   [2019-06-12]. （原始内容存档于2020-09-17）.
21. ↑  . 株式會社Bridge.   [2021-03-17]. （原始内容存档于2020-11-20）.
22. 1 2  . 週刊少年Jump (集英社). 2018-06-11, No.28: 13.
23. 1 2  .   [2020-09-20]. （原始内容存档于2020-09-27）.
24. 1 2  . ORICON NEWS (Oricon). 2020-03-09  [2020-03-09]. （原始内容存档于2020-09-16）.
25. 1 2  .   [2020-09-20]. （原始内容存档于2021-02-24）.
26. ↑  . TVアニメ「ムヒョとロージーの魔法律相談事務所」公式サイト.   [2020-06-01]. （原始内容存档于2021-04-15）.
27. ↑  . 音泉. Tablier Communications（日语：タブリエ・コミュニケーションズ）.   [2020-06-23]. （原始内容存档于2020-11-10）.
28. ↑  . なぞとも.   [2019-06-14]. （原始内容存档于2020-01-02）.
29. ↑  . ムヒョとロージーの魔法律相談事務所 TVアニメ公式サイト.   [2019-06-14]. （原始内容存档于2019-06-16）.

#### 書誌出典
1. ↑  . 東立出版社.   [2020-09-20]. （原始内容存档于2022-05-25）.
2. ↑  . 東立出版社.   [2020-09-20]. （原始内容存档于2022-05-25）.
3. ↑  . 東立出版社.   [2020-09-20]. （原始内容存档于2022-05-27）.
4. ↑  . 東立出版社.   [2020-09-20]. （原始内容存档于2022-05-27）.
5. ↑  . 東立出版社.   [2020-09-20]. （原始内容存档于2022-05-28）.
6. ↑  . 東立出版社.   [2020-09-20]. （原始内容存档于2022-05-27）.
7. ↑  . 東立出版社.   [2020-09-20]. （原始内容存档于2022-05-28）.
8. ↑  . 東立出版社.   [2020-09-20]. （原始内容存档于2022-05-25）.
9. ↑  . 東立出版社.   [2020-09-20]. （原始内容存档于2022-05-27）.
10. ↑  . 東立出版社.   [2020-09-20]. （原始内容存档于2022-05-27）.
11. ↑  . 東立出版社.   [2020-09-20]. （原始内容存档于2022-05-27）.
12. ↑  . 東立出版社.   [2020-09-20]. （原始内容存档于2022-05-27）.
13. ↑  . 東立出版社.   [2020-09-20]. （原始内容存档于2022-05-25）.
14. ↑  . 東立出版社.   [2020-09-20]. （原始内容存档于2022-05-25）.
15. ↑  . 東立出版社.   [2020-09-20]. （原始内容存档于2022-05-27）.
16. ↑  . 東立出版社.   [2020-09-20]. （原始内容存档于2022-05-27）.
17. ↑  . 東立出版社.   [2020-09-20]. （原始内容存档于2022-05-28）.
18. ↑  . 東立出版社.   [2020-09-20]. （原始内容存档于2020-10-31）.
19. ↑  . 集英社.   [2020-09-20]. （原始内容存档于2020-09-25）.
20. ↑  . 集英社.   [2020-09-20]. （原始内容存档于2020-09-19）.
21. ↑  . 集英社.   [2020-09-20]. （原始内容存档于2020-09-19）.
22. ↑  . 集英社.   [2020-09-20]. （原始内容存档于2020-09-18）.
23. ↑  . 集英社.   [2020-09-20]. （原始内容存档于2020-09-19）.
24. ↑  . 集英社.   [2020-09-20]. （原始内容存档于2020-09-25）.
25. ↑  . 集英社.   [2020-09-20]. （原始内容存档于2020-09-25）.
26. ↑  . 集英社.   [2020-09-20]. （原始内容存档于2020-09-19）.
27. ↑  . 集英社.   [2020-09-20]. （原始内容存档于2020-10-30）.
28. ↑  . 集英社.   [2020-09-20]. （原始内容存档于2022-05-28）.
29. ↑  . 集英社.   [2020-09-20]. （原始内容存档于2022-05-27）.
30. ↑  . 東立出版社.   [2020-09-20]. （原始内容存档于2020-04-19）.
31. ↑  . 集英社.   [2020-09-20]. （原始内容存档于2022-05-25）.
32. ↑  . JUMP j BOOKS. 集英社.   [2020-09-20]. （原始内容存档于2020-10-22）.
33. ↑  . 東立出版社.   [2020-09-20]. （原始内容存档于2022-05-27）.
34. ↑  . JUMP j BOOKS. 集英社.   [2020-09-20]. （原始内容存档于2020-10-19）.
35. ↑  . JUMP j BOOKS. 集英社.   [2020-09-19]. （原始内容存档于2020-10-19）.

## 外部連結
- 魔法律事務所 | 少年Jump+ （页面存档备份，存于）（日語）
- https://shonenjumpplus.com/episode/10834108156629389454 （页面存档备份，存于）（日語）
- TV動畫「魔法律事務所」第2期官方網站 （页面存档备份，存于）（日語）
- 動畫「魔法律事務所」官方的X（前Twitter）（日語）